# Charleston (Dél-Karolina)
Charleston Dél-Karolina második legnagyobb városa, valamint Berkeley és Charleston megyék legnagyobb városa és Charleston megye székhelye.
A várost 1670-ben alapították Charlestown vagy Charles Towne néven az Ashley folyó partján, és 1680-ban költöztették a jelenlegi helyére (Oyster Point). Mai nevét 1783-ban kapta. 1690-ben Charleston az ötödik legnagyobb városa volt Észak-Amerikának.
Charleston úgy is ismert mint a “szent város” (“The Holy City”), számtalan templomtornyával. Egyike volt azon kevés városnak, amelyek a korai időkben vallási megbékélést hirdettek és otthont adtak francia hugenottáknak.
Charleston volt az első gyarmati város, amely engedte a zsidó vallás gyakorlását, mindennemű korlátozás nélkül. A Kahal Kadosh Beth Elohim 1749-ben alapította meg a negyedik legidősebb kongregacionalista egyházat az Egyesült Államokban.
2007-es becslések szerint a város lakossága 118 492 fő volt, így a második legnépesebb város Dél-Karolinában a főváros, Columbia után.
Jelenleg Charleston a leggyorsabban növekvő központi város Dél-Karolinában. Charleston metropolita területe és North Charleston lakossága (Charleston, Berkeley és Dorchester megyék) lakossága 603 178 2006-ban.
Charleston-North Charleston a második legnagyobb metropolita körzet Columbia után. A lakosság közel 80%-a a városban és annak külterületein lakik (2000. év lakossága: 423 410).
Charleston Dél-Karolina partjainak közép pontjától délre, ahol az Ashley és a Cooper folyók egymásba ömlenek, fekszik. Nevét II. Károly angol király tiszteletére kapta. Marjabelle Young Stewart, Amerika legtöbbet publikált etikettszakértője, 1995-ben az Egyesült Államok “legjobb magaviseletű” városának nevezte.

## Magyar vonatkozások
- Charlestonban halt hősi halált 1779. május 11-én Fabriczi Kováts Mihály huszárezredes, Kazimierz Pułaskival az Amerikai Lovasság alapítója.
- Charlestonban hunyt el 1911. október 28-án Pulitzer József, világszerte ismert magyar születésű amerikai újságíró, kiadó.